# Aleucosia australensis
Aleucosia australensis är en tvåvingeart som beskrevs av Neal L. Evenhuis 1980. Aleucosia australensis ingår i släktet Aleucosia och familjen svävflugor.
Artens utbredningsområde är Western Australia. Inga underarter finns listade i Catalogue of Life.